# バットマン・ザ・フューチャー
『バットマン・ザ・フューチャー』 (原題：Batman Beyond) は、DCコミックスが刊行するアメコミ『バットマン』を原作とするアメリカのテレビアニメ。1992年のアニメ『バットマン』の続編で、同一の世界観のクロスオーバー作品群「DCアニメイテッド・ユニバース」の一作。日本ではカートゥーン ネットワークで吹き替え版が放映された。

## 概要
好評を博したアニメ『バットマン』を受けて製作された続編のアニメシリーズ。スタッフも前作とほぼ同じ。前作から40年後のゴッサム・シティを舞台に、二代目バットマンを襲名して空飛ぶハイテクスーツを着る男子高校生テリーと、バットマンを引退して補佐に回った老ブルースの師弟が活躍する。
番組は好評だったが、52話で放送終了。その後はスタッフが同じ『ジャスティス・リーグ』が放映されたが、本作の後日談のエピソードが『Justice League Unlimited』に登場。主人公の出生の秘密が明かされた。
アニメの設定を基にしたコミックが24話、それとミニシリーズも6話出版されたが、邦訳はなされていない。また、アニメの放送終了から約10年後の2010年には新たなミニシリーズが出版される予定。
日本においては前作『バットマン』を受ける形で上記のようにカートゥーン ネットワークにて放映された。旧バットマン（ブルース・ウェイン）は前作と同じ声優が原語・吹き替え共に演じている。

## ストーリー
2019年。60歳になったブルース・ウェインのウェイン産業がデレク・パワーズ率いるパワーズ工業の株の買い占めを阻止し熾烈な株価争いが続く中、社長令嬢バニー・ブリーランドが誘拐された。身代金が支払われたにもかかわらず、バニーは誘拐犯に口封じで射殺されそうになる。その時、犯人の銃がバットラングで弾き飛ばされ、ハイテクスーツでパワーアップした黒いバットマンが現れた。バットマンは誘拐犯と戦うが、心臓発作を起こして倒れてしまう。間一髪で危機を回避したものの、危うく銃を使いかけたバットマン＝ブルースは引退を決意する。ブルースはバットケイブの電源を落とし、バットスーツをはじめとする全てを封印した。
さらに20年後の2039年。守護神・バットマンが消えたゴッサム・シティは治安は改善されたものの、新たな犯罪の影に脅かされていた。ハミルトン・ヒル高校に通う16歳のテリー・マクギニスは元不良だが、正義感の強い少年である。テリーはある日、通学途中にストリートギャングのジョーカーズに金を要求される女性を助けた。その頃、ウェインパワーズ社（ウェイン産業とパワーズ社が合併した大企業）で働くテリーの父親・ウォーレンは同僚ハリーにディスクを預かるが、ハリーは警備員に連行される。ウォーレンは社長のデレク・パワーズに実験中の事故でハリーは治療中だと聞く。同級生のネルソンと喧嘩したテリーはウォーレンと口論して家を飛び出すが、その時、家の前にはパワーズの秘書ミスター・フィックスの姿があった。
その頃、ダンスホールにジョーカーズが現れ、テリーは恋人のデイナ・タンを助けるが、ジョーカーズに追われてウェイン邸にたどり着く。そこにいた杖をつく老人は、棒術でジョーカーズを撃退する。その老人こそが初代バットマンこと80歳のブルース・ウェインだったのだ。しかしブルースは心臓発作を起こし、テリーの介抱で邸宅に戻る。自宅に電話しようとしたテリーはコウモリを助けようとして時計台を開き、封印されたバットケイブを発見する。怒ったブルースに杖で殴られて追い出されて帰宅したテリーは、ウォーレンがジョーカーズに殺されてしまったと聞く。パワーズはテレビでジョーカーズを糾弾し、必ず法の裁きを下すと宣言した。
悲しみに暮れるテリーは写真立ての中に隠されたディスクを発見する。ブルースにバットケイブのコンピューターで分析してもらうと、ディスクの中身はウェインパワーズ社で極秘開発された新型兵器の細菌ガスのデータだった。ウォーレンを殺した真犯人はジョーカーズではなく、細菌ガスの秘密を隠そうとしたデレク・パワーズだったのだ。ブルースはテリーに「ディスクを市警本部長のバーバラ・ゴードンに渡せ」と伝える。警察にはパワーズの息がかかっているとテリーは渋るが、ブルースに説得されて嫌々応じる。しかし、テリーはバーバラに会いに行く途中でパワーズにディスクを奪われてしまう。テリーは再度ウェイン邸を尋ねてバットケーブからバットスーツを盗み出し、バットマンに変身。
バットスーツのハイテク機能でパワーズの会話を盗聴したテリーは、細菌ガスの密輸現場を急襲。父親を殺した張本人のミスター・フィックスともホバークラフトで対決。バットマンを追い詰めたフィックスは「偽者にしてはなかなかやるな」と言う。しかし、テリーは「俺は本物のバットマンだ」と答え、細菌ガスを海の中に葬り去る。翌日、帰宅したテリーをブルースが尋ねた。テリーはブルースがバットスーツの返還を求めに来たと考えたが、ブルースはテリーに「空をあちこち飛び回る仕事」を依頼する。快く引き受けたテリーに、ブルースは「私の世界へようこそ」と言って硬く握手を交わす。こうして新生バットマンの新たなコンビが誕生した。同じ頃、テリーとの戦いで細菌ガスを浴びたパワーズは放射能治療を受けたが、突然変異を起こし放射能怪人ブライトとなる。

## 登場人物

### バットマンサイド
バットマン(二代目) / テリー・マクギニス
声 - 川島得愛/英 - ウィル・フリードル
主人公。ハミルトン・ヒル高校に通う16歳の高校生。両親の離婚で非行に走り、少年院に三ヶ月収監された過去を持つ。パワーズに父を殺されてブルースと出会い、復讐のためにブルースのバットスーツを盗んだ。ブルースにバットマンの後継者として認められてゴッサム・シティを守る任務に就く。表向きの仕事はブルースのアシスタント。
現在は母と弟との三人暮らし。同じクラスのデイナと付き合っているが、メアリーに心を惹かれたことも。気が短いが根は優しく、ブルースと対立することもしばしばだが、ブルースとは師弟の絆で結ばれている。レスリング部だったが、ネルソンとの喧嘩が原因で退部している。身長178cm、体重77kg。
ブルースと通信可能なバットスーツは飛行・体力増強・暗視・盗聴などの能力を持つ万能パワードスーツで、テリーの身体能力を何倍にも底上げする。専用機のバットモービルは飛行・潜水が可能。
『ジャスティス・リーグ アンリミテッド』の完結編である15年後にも登場。デイナとの結婚を意識していたが、ブルースの腎不全をきっかけに自分の出生の秘密を知ることになる。
ブルース・ウェイン
声 - 玄田哲章/英 - ケヴィン・コンロイ
初代バットマン。ジョーカーとの戦いで起きたある事件で心を閉ざし、今では偏屈な老人になってしまった。80歳になって杖をついて歩いているが、足腰はしゃんとしている。序盤では新型バットスーツで戦っていたものの、体力の限界を感じて引退。ライバル会社社長のパワーズにウェイン産業を譲って合併会社ウェインパワーズ社の企業顧問に移り、愛犬のエースと隠棲していた。バットケイブを封印して引退も考えたが、テリーを後継者に任命。師匠としてテリーを補佐する。身長185cm、体重89kg。
バットケイブ内のモニターからテリーを見守り、指示を出したり機械・薬品開発などのサポートに回るが、テリーのピンチには杖を使った棒術で戦う。テリーと共にバットスーツのメンテナンスや修理も行う。パワーズの死後はテリーの支えで会社の実権を奪い返した。バットファミリーと過去の犯罪者の衣装と装備をバットケイブ内のケースに保存しており、今でもきちんと動くものもある。
『ジャスティス・リーグ アンリミテッド』の完結編である15年後にも登場。既に年齢は95歳に達し、大量の薬を飲まなければ生きられない体となっているが、杖をつきながら自立歩行が可能で頭脳も衰えていない。腎不全を患ったことを切っ掛けにテリーは自身の誕生の真実を知ることとなる。
バーバラ・ゴードン
声 - 定岡小百合/英 - ストッカード・チャニング
ゴッサム・シティの市警本部長。前作でのゴードン市警本部長の娘で、かつてのバットガール。既婚者で、夫は地方検事局長官のサム・ヤング。現在ではブルースと敵対しているが、ブルースが後継者に選んだテリーの身の安全を心配している。60代になったが、ブルースと違ってかつての身体能力は健在。
メアリー・マクギニス
声 - 金野恵子/英 - テリー・ガー
テリーの母親で天文学者。テリーの親権を元夫のウォーレンに譲っていたが、ウォーレンの死でテリーを引き取った。マットと共にテリーがバットマンであることは知らない。
マット・マクギニス
声 - 水間真紀/英 - ライアン・オ・ドナヒュー
テリーの弟。両親の離婚後はメアリーに引き取られていた。
デイナ・タン
声 - 三浦智子/英 - ローレン・トム
16歳。テリーの恋人。テリーとは同級生で、テリーがバットマンであることは知らない。
15年後にも31歳となって登場し、テリーにバットマンであることを告白され、テリーを受け入れてプロポーズを待つ。最終的にテリーはバットマンとして生きながらデーナにプロポーズすることを決意した。
マックス・ギブソン
声 - /英 - クリー・サマー
テリーの同級生。ピンクの髪の天才少女。ある事件を通してバットマンの正体を知り、協力者となる。コンピューターによるハッキングを得意とする。
チェルシー・カニンガム
声 - /英 - イヴェット・ローエンタール→レイチェル・リー・クック
デイナの親友のちょっと軽い女の子。チアリーダー部に所属。
ネルソン・ナッシュ
声 - /英 - セス・グリーン
テリーの同級生のいじめっ子。ホッケー部のスター選手だが、意地悪で乱暴。ウィリーに命を狙われてバットマンに救われる。テリーと敵対していたが、しばらくして改心する。
カイリ・タナガ
ブルースの知人の女流武道家。犯罪に手を染めた弟子ザンダーと対峙する。
ジャスティス・リーグ・アンリミテッド
この時代のヒーローチーム。バットマンたちとは別行動しているが、時々合流する。DCコミックスに登場する他のヒーローがモデル（ミクロンはキャプテン・アトム、アクアガールやバーダはコミックの同名キャラクター）。
スーパーマン
声 - /英 - クリストファー・マクドナルド
ジャスティス・リーグのリーダー。クリプト星から来た超人のスーパーヒーロー。ブルースと違ってまだ現在だが、わずかに白髪が見える。
アクアガール
声 - /英 - ジョディ・ベンソン
アトランティス人のヒーロー・アクアマンの娘。本名はマリーナ。
ミクロン
声 - /英 - ウェイン・フレディ
身体のサイズを変化させるヒーロー。
バーダ
声 - /英 - ファラ・フォーク
アマゾネス族の女戦士。
ウォーホーク
声 - /英 - ピーター・オノラティ
ホークマンを尊敬する鳥人戦士。
カリ・ロ
グリーンランタンの力を受け継いだ少年。

### 敵

#### シーズン1
ブライト / デレク・パワーズ
声 - 沢木郁也/英 - シャーマン・ハワード
ゴッサム1の巨大企業、ウェイン・パワーズ・エンタープライズ社の社長。この会社はブルースのウェイン社を合併買収したものである。表向きは温厚な紳士として通っているが、裏では兵器の開発・密売に手を染める冷酷な死の商人。裏の秘密を知ったテリーの父・ウォーレンを暗殺者のミスター・フィックスに殺させ、細菌ガスの人体実験でウォーレンの同僚ハリーも殺害している。
バットマンとの戦いで自分が開発した細胞を壊死させるガスを浴び、放射線治療で一命を取り留めた。治療の副作用で骨格が透けるほど全身が発光して放射線の炎を出す体質になり、ブライトを名乗り始める。普段はウェインパワーズ社に開発させた人工皮膚を被っているが、感情が昂ると放射線を出して正体を露出させてしまう。
体調不良を理由に引退して息子パクストンに跡を継がせようとするが、パクストンに裏切られて株主総会で正体を暴露してしまう。パクストンへの怒りでメルトダウンを起こし、最後は放射線を撒き散らしながら原子力潜水艦と海中に沈んだ。
元ネタはバットマンのコミックに登場する悪役、ドクター・フォスフォラス。また、ブライトが放つ放射能の炎のモデルは本作と一部のスタッフが共通している『ゴジラ ザ・シリーズ』のゴジラ2世の緑色の放射熱線をモデルにしている。
ミスター・フィックス
声 - 乃村健次/英 - ジョージ・タケイ
パワーズの秘書兼用心棒。テリーの父のウォーレンを殺害した。細菌兵器のカプセルを積んだ飛行船内でバットマンを迎え撃ち、電撃を発射するメリケンサックでバットマンを圧倒するが、最後は飛行船もろとも海中に沈んで水死した。
ジョーカーズ
かつての大悪党・ジョーカー・に憧れる若者達のギャング団。全員が道化師の変装をしている。ちょくちょく登場しては叩きのめされている。『蘇ったジョーカー』ではジョーカーの手下となった。

インク / ミズ・クレイ
声 - /英 - シャノン・ケニー
身体を液体化できる狡猾な女性犯罪者。本名も不明で、捕まえることも困難な強敵。敵の体に取り憑いて操ることができる。水と極低温が弱点で、水に濡れると体が薄まってしまうために行動不可能に陥る。冷凍されると完全に動かなくなる。最後の登場となるエピソードでスーパーマンの体に取り憑くが高速回転に弾き飛ばされる。その後の消息は不明。元は貧しい普通の人間で、娘を置いて怪人となった。
ウィリー・ワット
声 - 阪口周平/英 - スコット・マカフィー
テリーの同級生でいじめられっ子。父親に軟弱だと責められている。思いを寄せていた同級生の少女に嘲笑われるが、事故で電気機器を操る能力を身に付け、作業用ロボットゴーレムを操って復讐しようとする。少年院に収容されるが再び登場。
ベイン
かつてのバットマンの敵の一人。高校に出回った違法筋力増強剤・スラッパーの販売元と疑われたが、既にヴェノムの過剰摂取の副作用で植物状態の廃人と化していた。
チャペル
ベインの主治医。ベインの使用していたヴェノムを改良して「スラッパー」として密売する。自身もそれを使用してバットマンと対決するが、過剰摂取によりベインと同様に廃人となる。
ロイヤルフラッシュギャング
かつてブルースとも戦ったという五人組の窃盗団の一家。トランプの絵柄をモチーフにした衣装を着ており、トランプ型の飛行ユニット・フライングカードに乗って移動する。先祖代々の盗賊家業で貴族に成り上がった家系で、バットマンの復活を聞いてゴッサムに舞い戻ったものの、バットマンとの戦いによって家庭崩壊してしまう。
キング
声 - 中博史/英 - ジョージ・レーゼンビー
ロイヤルフラッシュギャングの冷酷な父親。バットマンをライバル視する凄腕の剣士で、再登場時に電撃を出す装置を剣につけた。テンを勘当するが、クイーンに先代キングと比較されてなじられ、遂にはパクストンの秘書のソープと不倫してしまう。不倫を知ったクイーンとの戦いに勝利するが、バットマンのバットラングにキングの巨大カードを落とされて敗北し、投獄された。
クイーン
声 - 定岡小百合/英 - アマンダ・ドノホイ
ロイヤルフラッシュギャングの母親。電撃を出す杖を操る。キングとは違い、メラニーとジャックに優しいが、メラニーとテリーの交際には反対していた。背後からの不意打ちでバットマンを二度ダウンさせた。最後はキングに剣の電撃を浴びてダウンし、投獄された。
ジャック
ロイヤルフラッシュギャングの息子でメラニーの兄。投げナイフ使い。キングに反抗して平手打ちされる。バットマンに敗れてバーバラに投獄されるが、メラニーが保釈金を支払って釈放された。さらに保釈金が真面目に働いて作った金であることを知り、メラニーの働く食堂の皿洗いとして働くこととなった。
エース
怪力自慢のロボット。背後からの不意打ちを得意とし、バットマンを追い詰めた。最後はバットマンとの戦いで破損した状態でなおも戦い続けるが、バットマンに噴水に叩き込まれて大破した。
テン / メラニー・ウォーカー
声 - 片桐真衣/英 - オリヴィア・ダボ
ロイヤルフラッシュギャングの娘でハッカー。どこか影のある美少女。心優しい性格で、友達もできない旅暮らしに嫌気がさしている。デイナに別れを告げられたテリーとダンスホールの外で出会い恋に落ちる。一度はロイヤルフラッシュと縁を切るものの、家族がジョーカーズに捕まったと騙されてギャングの違法カジノの収益強奪を強要される。最終的にはロイヤルフラッシュと縁を切って町の食堂で働き、ジャックを身請けした。
コミックではバットマンと何度か共闘している。テリーはメラニーをテンと知っているが、メラニーはバットマンをテリーと知らない。テンのスーツはパワードスーツの役目も果たしており、本気で暴れた時はバットマンのバットスーツの力でも馬乗りになって押さえ込まなければならなかったほど。スーツはバットマンにもキャットウーマンにも似ているが、白と黒の非対称のデザインはトゥーフェイスをモチーフとしている。
ミスター・フリーズ / ヴィクター・フリーズ
声 - 池田勝/英 - マイケル・アンサラ
前作に登場したバットマンの宿敵の一人。超低温下でしか生きられず、身体は壊死して頭部だけで生きながらえていた。肉体のクローンに記憶を移すという方法で、元の善人として蘇るが…。
テリフィックトリオ
実験中に放射能を浴びて身体が変異した三人の科学者。事故を仕組んだハワード博士に復讐しようとする。
ストーリー、設定ともにマーベル・コミックのヒーローである『ファンタスティック・フォー』を思わせるものになっている。
マグマ / マイク・モーガン
溶岩男。
2-Dマン / スチュアート・ロウ
身体を自由に伸ばせる中年男。
フレオン / マリー・マイケル
氷女。
スペルバインダー / アイラ・ビリングス
声 - 藤原啓治/英 - ジョン・カンパニーマン
渦巻き模様のタイツに身を包み、手に持つ巨大な眼球状の装置で催眠術を用いる。正体はハミルトン・ヒル高校のカウンセラー。
バットマンのコミックに登場する同名キャラクター（数名存在）をモチーフにしたキャラクター。
シュリーク / ウォルター・シュリーブ
音響技士が音波を武器とする装甲服に身を包んだ姿。パワーズの命でブルースを狙った。
同名のコミックキャラクターとは関連が無い。
キュラレ
青い肌の女暗殺者。依頼を受けてバーバラたちを狙う。
パクストン・パワーズ
デレク・パワーズの息子。父親を消して会社の実権を握ろうとする。ブルースの会社への介入阻止のために暗躍する。

#### シーズン2
ストーカー
バットマンのライバル。元凄腕のハンターだったが、事故で半身不随になった。サイボーグとして復活した後、狩りのスリルを求め、バットマンを標的とする。
アースムーバー / トニー・メイチェック
鉱山で働いていたトニーが事故で化学薬品を浴び、地面と融合して生きるミイラになった姿。娘ジャッキーへの愛情だけで活動する。
ドクター・キュビエ
人間を獣人に変える研究をしているマッドサイエンティスト。自らを獣人化してバットマンと戦う。
ロバート・バンス博士
ソフトウェア会社の元社長だった天才科学者。人格をデータ化し、死後に孫の身体を乗っ取って復活を目論んでいた。
マッド・スタン
爆弾魔。やたらに気が短くなんでもかんでも吹き飛ばそうとする。ちょくちょく出てくる脇役。
ブレイントラスト
超能力者至上主義を掲げる秘密結社。新規メンバーとして少女のタマラを引き入れようとする。
ボンブシェル
ブレイントラストの一員。
インヴュルネラブルマン
ブレイントラストの一員。
アルビノ
ブレイントラストの一員。
ゼータ
テロリスト殲滅用ロボット。自在に姿を変えることができるが、良心を持ち、逃亡を図る。スピンオフ作品『The Zeta Project』の主人公。
アーモリー / ジム・テート
リストラされ、家族を養うため犯罪に走ったエンジニア。
イアン・ピーク
有名なジャーナリスト。身体を透化させる技術を盗み出し、有名人の秘密やバットマンの正体を暴こうとする。
コブラ
世界征服を企む秘密結社。コミックに登場するロード・ナーガ率いる秘密結社コブラがモチーフ。
ファルスフェイス
コブラの一員で遺伝子操作により、顔を自由に変形できる。
ザンダー
拳法家。コブラ幹部。爬虫類人間となり、人類撲滅を計画する。
ママ・メイヘム
夫が浮気して逃げたことから泥棒となってしまった母親。息子は気弱なスタンとカール。
エイプリル・ムーン・ギャング
4人組のギャング。有名になるため科学者を誘拐し、身体をサイボーグ化させる。
ニージャーク
エイプリル・ムーン・ギャングの一員。
テラピン
エイプリル・ムーン・ギャングの一員。
クルール
エイプリル・ムーン・ギャングの一員。
ブルウィップ
エイプリル・ムーン・ギャングの一員。
ペイバック / ケニー・スタントン
非行少年カウンセラーである父親に省みられないことを不満に思い、コスチュームに身を包み、自警団になろうとした男。
サイモン・ハーパー
ゲームのプレイヤーとなった少年達をプログラムに介入して自分の配下にしようとした男。

#### シーズン3
ビッグタイム / チャーリー・ビグロウ
テリーの不良時代の親友。未成年で少年院に送られたテリーと異なり、18歳だったので刑務所に収監された。出所後にテリーに仕事を世話してもらうが、そこで薬の横流しに手を染める。バットマンとの戦いで薬を浴びて怪物になってしまった。
リーペラー / スズキ博士
誰も触れられない特殊スーツを着込んだ、元ウェインパワーズ社の科学者。
レイシュ・アル・グール
かつてのバットマンの宿敵。不死身の怪人として知られる。
タリア
レイシュの娘。ブルースの恋人だった時期もある。なぜか40年前の若さのままで登場した。

## 登場装備

### ニューバットスーツ
- パンチ力：1t（最大）
- キック力：3t（最大）
- ジャンプ力：ひと跳び10m（助走時15m）
- 走力：100mを9秒

バットアーマー、エキソスーツを経てブルースにより製作された新型バットスーツ。20年前に完成していたが、テリーが使い始めてからは改良が重ねられて更に強化された。黒一色で胸のコウモリのマークのみが赤く、マントが無く耳が長いシンプルなデザイン。
バットケイブ内のコンピュータと通信が可能。旧バットスーツと違いパワードスーツの役目も果たし、装着するとシナプス制御の筋力増強により最低でも身体能力が常人の10倍にアップする。ただし、相手を殺さないようにパンチ力・キック力にはリミッターがかかっている。防火・防水・防寒・防弾・防刃機能が施され、放射能もある程度なら防御可能。ブルースと体格に差があるテリーがそのまま装着できるオートフィット機能とバランスを保つ姿勢制御ユニットが装備され、装着すると赤い電子外骨格が全身を覆って防御しサーボモーターのエンジンと電力で稼働する。使用には定期的な充電が必要だか、バットケイブのケース内に20年間保管されていた状態でも問題無く使用出来るなど継続能力も高い。
元々の身体能力が高いテリーが着るとかなりの能力を発揮するが、テリー自身の慢心や経験不足で旧バットマンよりも苦戦が多い。機械仕掛けのためハッキングや動作不良の危険があり、スーツの破損の場合は大がかりな修理が必要になる。ブルース、テリーが使用し、バンスもハッキングによって使用。マックスも所持したことはあるが装着はしていない。巨大犬、ザンダー、マッドスタンなどには破壊された。バットケイブのコンピューターに緊急停止ボタンのキルスイッチがあり、ボタンを押すとスーツの回路が停止して電流が流れ、装着者は全身が麻痺して行動不能に陥る。

#### 装備
マスク
口元を除いて顔を覆い隠し、アンテナが装備されたので耳が旧来よりも長い。両目部分にバイザーが装備され、バイザーには分析サーチ機能や録画録音機能もある。バイザーはバットケイブのコンピューターに直結し、バットケイブ内のブルースがバットマンの目を通して現場の状況を見ることができる。後に後頭部に収束式の酸素マスクが追加された。
全体的な防御力は旧来よりも上がったが、会話の為どうしても口元を露出せざるを得ないため、口元の防御力が低いのが弱点。またバイザーが作動不良に陥ると視覚が失われる弱点がある。
バット・ガジェット
武器を仕込んだパンチ力増強グローブ。指にピッキング用のドライバーと盗聴器「フィンガー・マイク」が装備されている。手首にテープレコーダー、嘘発見器、毒物探知機（指先で触れた毒物を探知できる）を装備し、両手首の上下からバットラングを射出し、腕の小型レーザーガンで敵を攻撃できる。
バットラング
バットマンの主力武器の手裏剣。自動追尾機能付きで、狙いを定めずに発射しても敵を攻撃できる。
グラップルガン
飛行不能に陥った際の緊急移動に用いるロープ。上側の両手首から射出され、周りの建物などに引っ掛けて移動する。
リトラクタブル・ウィング
実際に飛行可能なコウモリの翼状のマント。普段は背中に収納されているが、バットマンの脳波による意思で起動、バーニアを展開して飛行する。飛行速度はマッハ1。初代バットスーツのマントのように防具としても使用できる。ウィングが破損するとバーニアが無事でも垂直飛行以外は不可能になる。
ロケット・スラスター
靴底にジェット噴射機能付きのバーニアとマグネティックシューズを仕込んだキック力増強ブーツ。助走をつけると15mもジャンプできる。他、垂直で短時間ならバーニアだけで飛行でき、ジェット噴射は敵を数十メートル吹き飛ばす武器にもなる他、本物のコウモリのように天井などに張り付く事も可能。
ユーティリティベルト
武器を収納したベルト。爆弾や催眠ガス、冷凍カプセル、消火カプセル、閃光弾が入っている。真ん中のグリップを捻るとステルス機能が発動し全身が半透明化し、グリップを押すと全身が電撃を帯びて敵の接近を防ぐ。電撃は対インク用に追加された。小物も収納でき、テンの手紙やスーパーマン用のクリプトナイトも収納した。旧ベルトと違ってスーツに直接装着され、敵に奪われたり紛失するリスクを無くしたが、旧ベルトより収容装備は減っている。

### エキソスーツ
ニューバットスーツより前に製作されたバットスーツ。装甲服のようなパワードスーツで装着すると持久力がつく。対インク戦でブルースが装着して善戦するも敗北した。ニューバットスーツのパワーはこのスーツから受け継がれたものである。

### ビークル
ニューバットモービル
二代目バットマンの専用機。バットモービル、バットウィング、バットサイクル、バットボート4つの機能を併せ持ち、陸・海・空を制覇する。通常はユーリティティベルトのグリップを捻ることで遠隔操作されるが、テリーが普段使いするベルトの中央部分を押しても遠隔操作が可能。飛行速度はマッハ3以上。
機体は小型軽量でバットウィング以上の高速飛行とバットサイクル以上の機動性を実現したが、耐久性は旧バットモービルとバットウィングに劣る。中央部のアンカーで人命救助をしたり、電撃を流して敵を攻撃することも可能。後部にミサイルを装備している。インク、イアン戦での失態からステルス機能とホログラムで他の車に擬態する機能が追加された。水中でも活動可能だが、さすがに地下水脈の航行はできなかった。基本的に一人乗りである。
ジョーカーの発射した衛星レーザーを全て避けたもののポンクのバズーカに撃墜されたり、洗脳されたスーパーマンのヒートビジョンに破壊されたり、軍の開発した空飛ぶ秘密兵器には飛行能力で適わずに撃墜されている。
バットサブマーシブル
潜水艦。バットボートを元に製作された。バットモービルでは行けない地下水脈を移動する際に一度だけ使用された。デザインは黒と赤の2色である以外は普通の潜水艦と大差はない。武装は魚雷が装備されている。

## スタッフ
- プロデューサー - アラン・バーネット（ストーリーエディター）、ポール・ディニ（脚本家）、グレン・ムラカミ（アートディレクター）、ブルース・ティム（アニメーター）
- 音楽監修 - シャーリー・ウォーカー
- 監督 - カート・ゲーダ、ブッチ・ルキック、鈴木幸雄（S1のみ）、ダン・リバ、ジェームズ・タッカー（S2以降）
- 制作協力 - ココ・エンタープライズ/東洋動画、テレコム・アニメーションフィルム（※表記無し[2]）
- 製作：ワーナー・ブラザース・アニメーション

### 日本語版制作スタッフ
- 翻訳 - 尾形由美、片岡由紀子
- 演出 - 佐々木由香
- ミキサー - 池田裕貴
- プロデューサー - 不明（カートゥーン ネットワーク）
- 日本語版制作 - カートゥーン ネットワーク、東北新社

## 放映リスト
日本放送分の出典。邦題の無いものは未放映。日本では1、2、4 - 7話がDVDとして発売。アメリカではDVD-BOXが発売中。

### シーズン1
| 話数 | 話数 | サブタイトル             | 原題               | 放送日        |
| ---- | ---- | ------------------------ | ------------------ | ------------- |
| 1    | 1    | 新たなる戦い Part 1      | Rebirth, Part 1    | 2002年 2月8日 |
| 2    | 2    | 新たなる戦い Part 2      | Rebirth, Part 2    | 2002年 2月8日 |
| 3    | 3    | 黒い滴の女               | Black Out          | 2月15日       |
| 4    | 4    | ゴーレムの反乱           | Golem              | 2月15日       |
| 5    | 5    | 勝利の影に               | The Winning Edge   | 2月22日       |
| 6    | 6    | ロイヤル・フラッシュ     | Dead Man's Hand    | 2月22日       |
| 7    | 7    | ミスター・フリーズの真実 | Meltdown           | 3月1日        |
| 8    | 8    | 破壊されたDNA            | Heroes             | 3月1日        |
| 9    | 9    | 魔性の響き               | Shriek             | 3月8日        |
| 10   | 10   | 幻想の怪人               | Spellbound         | 3月8日        |
| 11   | 11   | 暗殺者キュラレ           | A Touch of Curare  | 3月15日       |
| 12   | 12   | 滴に消えた女             | Disappearing Inque | 3月15日       |
| 13   | 13   | ちぎれた絆               | Ascension          | 7月22日       |

### シーズン2
| 話数 | 話数 | サブタイトル       | 原題                         | 放送日         |
| ---- | ---- | ------------------ | ---------------------------- | -------------- |
| 14   | 14   | 空飛ぶ秘密兵器     | Joyride                      | 2002年 7月24日 |
| 15   | 15   | 地底の叫び         | Earth Mover                  | 7月27日        |
| 16   | 16   | 遺伝子整形の罠     | Splicers                     | 7月28日        |
| 17   | 17   | 殺人プログラム     | Lost Soul                    | 7月29日        |
| 18   | 18   | 密猟ストーカー     | Blood Sport                  | 7月31日        |
| 19   | 19   | 暴かれた正体       | Hidden Agenda                | 8月3日         |
| 20   | 20   | 恋の残り火         | Once Burned                  | 8月5日         |
| 21   | 21   | 幻の愛             | Hooked Up                    | 8月5日         |
| 22   | 22   | 白薔薇の孤独       | Rats!                        | 8月7日         |
| 23   | 23   | 超能力少女タマラ   | Mind Games                   | 8月10日        |
| 24   | 24   | 亡霊遊戯           | Revenant                     | 8月11日        |
| 25   | 25   | ノイズパニック     | Babel                        | 8月12日        |
| 26   | 26   | 恋人はアンドロイド | Terry's Friend Dates a Robot | 8月14日        |
| 27   | 27   | 疑惑のヒーロー     | Eyewitness                   | 8月17日        |
| 28   | 28   | 潜入部隊ゼータ     | Zeta                         | 8月18日        |
| 29   | 29   | 人間改造計画       | The Last Resort              | 8月19日        |
| 30   | 30   | キュラレの逆襲     | Final Cut                    | 8月21日        |
| -    | 31   |                    | Armory                       | N/A            |
| -    | 32   |                    | Sneak Peek                   | N/A            |
| -    | 33   |                    | The Eggbaby                  | N/A            |
| -    | 34   |                    | Plague                       | N/A            |
| -    | 35   |                    | April Moon                   | N/A            |
| -    | 36   |                    | Payback                      | N/A            |
| -    | 37   |                    | Sentries of the Last Cosmos  | N/A            |

### シーズン3
| 話数 | サブタイトル | 原題                       |
| ---- | ------------ | -------------------------- |
| 38   |              | Big Time                   |
| 39   |              | Untouchable                |
| 40   |              | Where's Terry?             |
| 41   |              | Ace in the Hole            |
| 42   |              | King's Ransom              |
| 43   |              | Betrayel                   |
| 44   |              | Out of the Past            |
| 45   |              | Speak No Evil              |
| 46   |              | Inqueling                  |
| 47   |              | Unmasked                   |
| 48   |              | The Curse of Kobra, Part 1 |
| 49   |              | The Curse of Kobra, Part 2 |
| 50   |              | The Call, Part 1           |
| 51   |              | The Call, Part 2           |
| 52   |              | Countdown                  |

## 長編
『バットマン・ザ・フューチャー 蘇ったジョーカー』（Batman Beyond: Return of the Joker）は、アメリカで2000年12月12日に発売されたOVA。日本でも2001年9月7日に発売。2001年度アニー賞最優秀ビデオ用アニメ作品賞受賞。この作品を題材としたNINTENDO 64用ソフトが2000年にユービーアイソフトから欧米向けに発売された 。
40年前にかつてのバットファミリーを崩壊に追い込んだ最悪の悲劇と、最悪の敵・ジョーカーの復活が語られる。
最初に製作されたバージョンはアメリカの規制に抵触したため、OVAでは幾つかのシーンが差し替えられている。ジョーカーが部下を殺害する方法、過去のジョーカーのバットマンへのナイフでの攻撃、ジョーカーの死因などである。最初のバージョンはアメリカで2002年4月23日、「Batman Beyond: Return of the Joker (The Original Uncut Version)」として改めて発売された。日本版の映像ソフトは規制版のみ発売されている。

### 登場人物
ジョーカー
声 - 青野武/英 - マーク・ハミル
かつてのブルース（初代バットマン）の宿敵。初代バットマンの正体を知った時に起こした事件で命を落としたが、40年後に当時と全く同じ容姿で現れ、ブルースとバーバラを混乱に陥れる。既に死んだはずの彼がなぜ復活したか、そして誰がその復活に関わっているかが本作の鍵である。身長191cm、体重82kg。
ジョーダン・プライス
声 - /英 - マーク・ハミル
ウェインがパワーズの元から取り戻したウェイン・エンタープライズの現トップ。ウェインの経営への復帰を快く思っていない。
ティム・ドレイク
声 - 楠見尚己/英 - ディーン・ストックウェル、マシュー・バレンシア（少年期）
かつての二代目ロビン。ジョーカーの拷問を受けて二代目ジョーカーにされてしまい、ヒーローを引退してブルースとも疎遠になってしまった。現在は家庭を持ち、電気技師として働いている。
ハーレイ・クイン
声 - 伊藤美紀/英 - アーリーン・ソーキン
回想シーンに登場。ジョーカーと組んでロビンを養子にしようとしてある事件を起こし、生死不明となった。ラストシーンでジョーカーズの双子少女ディーディーを引き摺って帰る老婆がハーレイおばあちゃん」と呼ばれており、生きていたことがわかる。
バットガール
声 - 林原めぐみ/英 - タラ・ストロング
回想シーンに登場。バットマンと共に奔走する。バーバラの若き日の姿。

### スタッフ
- 監督：カート・ゲーダ
- 脚本：ポール・ディニ、グレン・ムラカミ、ブルース・ティム
- アニメーション演出：増田敏彦
- 絵コンテ：増田敏彦、青山浩行
- 制作協力：トムス・エンタテインメント